# Prima aprilis (film 2008)
Prima aprilis (ang. April Fool's Day) – amerykański film fabularny (horror z podgatunku slasher) z 2008 roku, remake horroru Freda Waltona z 1986 roku, o tym samym tytule (1986). Film wyreżyserowali Mitchell Altieri i Phil Flores, znani także jako „Bracia Butcher”.
Film reklamowano sloganem promocyjnym: Zaplanowała zabójczą imprezę (ang. She has a killer party planned).
Fabuła, ostatecznie różna od pierwowzoru Waltona, traktuje o konsekwencjach młodzieżowego wygłupu – nastolatkowie odpowiedzialni za śmierć kolegi stają się celem psychopatycznego mordercy.

## Obsada
- Scout Taylor-Compton jako Torrance Caldwell
- Josh Henderson jako Blaine Cartier
- Taylor Cole jako Desiree Cartier
- Jennifer Siebel jako Barbie Reynolds
- Sabrina Aldridge jako Milan Hastings
- Sara Platt jako Mała Miss Karoliny
- Christy Johnson jako zaszokowana uczestniczka imprezy
- Samuel Child jako Peter Welling
- Joseph McKelheer jako Charles
- Kashy Nagi jako Ryan
- R. Keith Harris - Seton Motley
- David Schifter - adwokat na konferencji prasowej

i inni.